# Tubulavirales
Tubulavirales ist die Bezeichnung einer Ordnung von Viren filamentöser (stäbchen- oder fadenförmiger) Gestalt.
Ihre natürlichen Wirte sind Bakterien, die Tubulavirales werden daher als Bakteriophagen klassifiziert.
Die Tubulavirales sind derzeit (Stand 12. Juni 2021) die einzige vom International Committee on Taxonomy of Viruses (ICTV) offiziell bestätigte Ordnung im Viren-Reich der Loebvirae, das zum Bereich Monodnaviria gehört.
Es handelt sich um Einzelstrang-DNA-Viren positiver  Polarität.
Die Tubulavirales umfassen mit diesem Stand die neu geordnete Familie der Inoviridae (mit 21 bestätigten Gattungen) und die neuen (aus diesen ausgegliederten) Familien Paulinoviridae und Plectroviridae (mit 2 bzw. 3 bestätigten Gattungen).

## Beschreibung

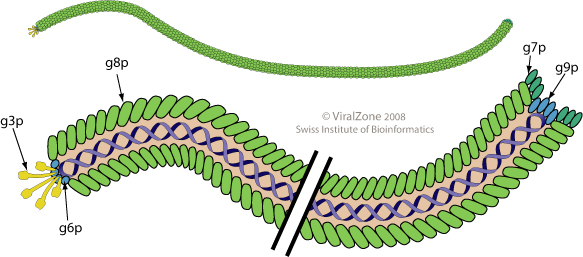
Fig. 1: Schemazeichnungen eines filamentösen Virions der Familie Inoviridae (oben: Seitenansicht, unten: Querschnitt)

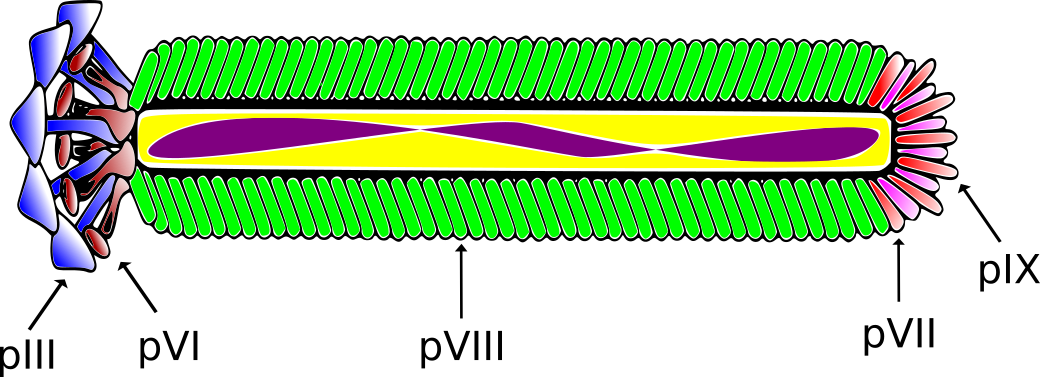
Fig. 2: Schemazeichnung, die darstellt, wie ein stäbchenförmiges Virion der Familie Plectroviridae im Querschnitt aussehen könnte.
Siehe Adriaenssen et al. (2020).

Die Mitglieder der Ordnung Tubulavirales besitzen ein (+)ssDNA-Genom, das gewöhnlich von der Topologie her zirkulär ist; es gibt aber offenbar Ausnahmen mit linearem Genom, z. B. der Phage Pf4, einem nicht vom ICTV bestätigten Mitglied der Inoviridae.
Die Mitglieder der Tubulavirales haben eine einzigartige Morphologie, die aufgrund der helikalen Symmetrie des Kapsids als flexible Fäden oder starre Stäbchen sichtbar ist.
Diese Kombination aus Partikelmorphologie und Genomtyp zeichnet sie unter allen anderen Viren aus, mit Ausnahme von Vertretern der Archaeenviren aus der Familie Spiraviridae (incertae sedis), die sich jedoch in der Organisation der Virionen (Virusteilchen) und im Gengehalt wesentlich unterscheiden.
Die Tubulavirales infizieren als Bakteriophagen Gram-positive, Gram-negative oder zellwandlose Bakterien.
Die Phagen der Familie Inoviridae infizieren dabei teilweise Gram-negative, teilweise Gram-positive Bakterien, ihre Virionen erscheinen als lange und flexible Filamente.
Die Mitglieder der Familie Plectroviridae (inzwischen aus der Familie Inoviridae ausgegliedert) infizieren zellwandlose Bakterien und weisen die Morphologie starrer Stäbchen auf.
Ein besonderes Merkmal der Ordnung ist, dass ihre Mitglieder weder typische lytische noch lysogene Zyklen durchlaufen, stattdessen werden die Virionen durch Extrusion aus den Wirtszellen freigesetzt.
Sie verursachen eine chronische Infektion, ohne den Wirt abzutöten.

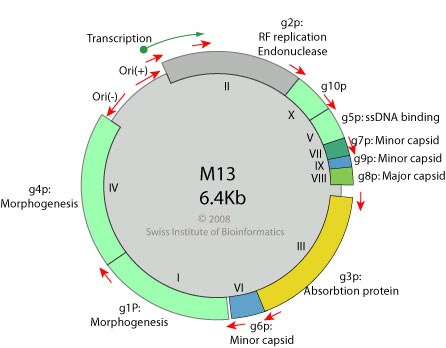
Genom-Karte des Filamentösen Bakteriophagen M13, Gattung Inovirus

Das Genom der Mitglieder in der Ordnung enthält 4 bis 15 Offene Leserahmen (englisch open reading frames, ORFs).
Es ist bei diesen in ähnlicher Weise modular organisiert. Für die Akronyme der kodierten Proteine existieren zwei einander äquivalente Bezeichnungsweisen mit den gleichen Nummern in römischen bzw. in arabischen Ziffern: Protein 1 (pI = g1p), … Protein 8 (pVIII = g8p), … (siehe Abbildungen).

## Systematik
Gemäß International Committee on Taxonomy of Viruses (ICTV) gliedert sich die Ordnung der Tubulavirales mit Stand Mai 2024 wie folgt in Familien und Gattungen:
Ordnung: Tubulavirales mit 3 Familien:
- Familie: Inoviridae

- Gattung: Affertcholeramvirus mit Spezies Affertcholeramvirus CTXphi (mit Vibrio virus CTXphi)
- Gattung: Anademivirus
- Gattung: Capistrivirus
- Gattung: Coriovirus
- Gattung: Fibrovirus
- Gattung: Habenivirus
- Gattung: Infulavirus
- Gattung: Inovirus
- Gattung: Lineavirus
- Gattung: Lophivirus
- Gattung: Parhipatevirus
- Gattung: Porrectionivirus
- Gattung: Primolicivirus
- Gattung: Psecadovirus
- Gattung: Restivirus
- Gattung: Saetivirus
- Gattung: Scuticavirus
- Gattung: Siphunculivirus
- Gattung: Staminivirus
- Gattung: Subteminivirus
- Gattung: Tertilicivirus
- Gattung: Vasivirus
- Gattung: Versovirus
- Gattung: Vicialiavirus
- Gattung: Villovirus
- Gattung: Xylivirus

- Familie: Paulinoviridae

- Gattung: Bifilivirus
- Gattung: Thomixvirus

- Familie: Plectroviridae (alias Vespertilinoviridae), ausgegliedert aus Inoviridae, mit 3 Gattungen:

- Gattung: Plectrovirus mit Acholeplasma virus L51
- Gattung: Suturavirus
- Gattung: Vespertiliovirus mit Spiroplasma virus R8A2B

.* Gattung Virgulavirus
Aufgrund von Metagenomdaten wurde von Roux et al. 2019 eine Aufspaltung bzw. der Familie Inoviridae vorgeschlagen in:
- Familie: „Amplinoviridae“ (neu)
- Familie: „Densinoviridae“ (neu)
- Familie: „Photinoviridae“ (neu)
- Familie: „Paulinoviridae“
- Familie: „Vespertilinoviridae“ (entspricht der bereits ausgegliederten Familie Plectroviridae, u. a. mit den Gattungen Plectrovirus und Vespertiliovirus)
- Familie: „Protoinoviridae“ (Rest der bisherigen Familie Inoviridae, mit Gattung Inovirus)